# Eclipse lunar de 21 de dezembro de 2010

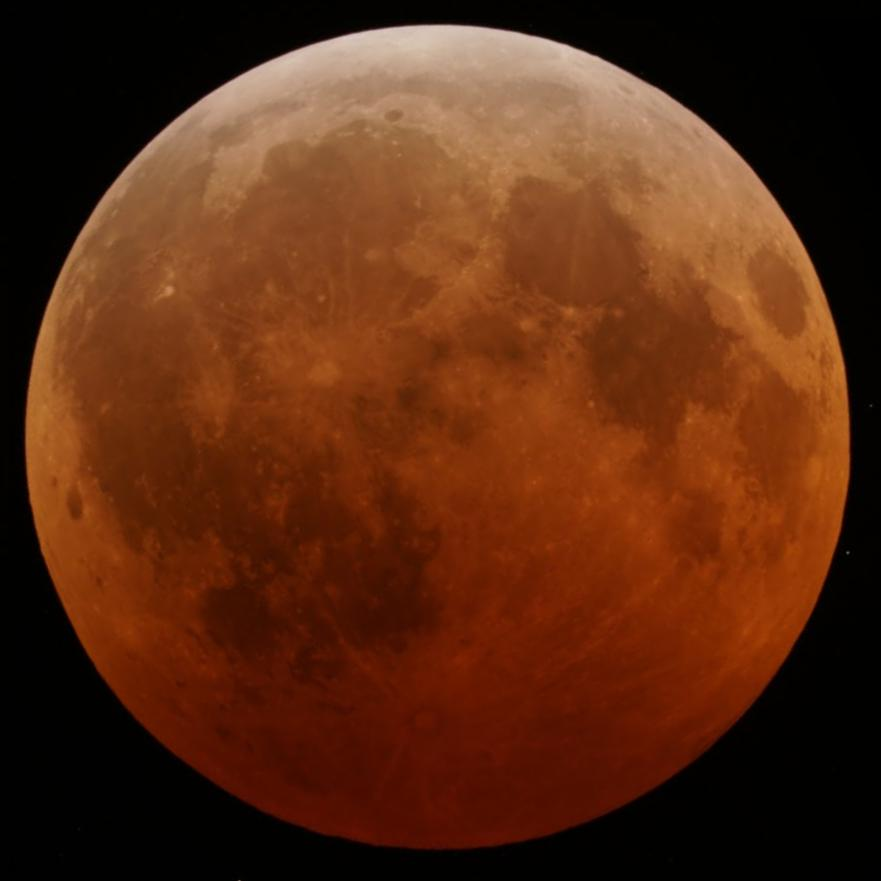
Máximo do eclipse total visto de San Jose, Califórnia - 8:11 UTC

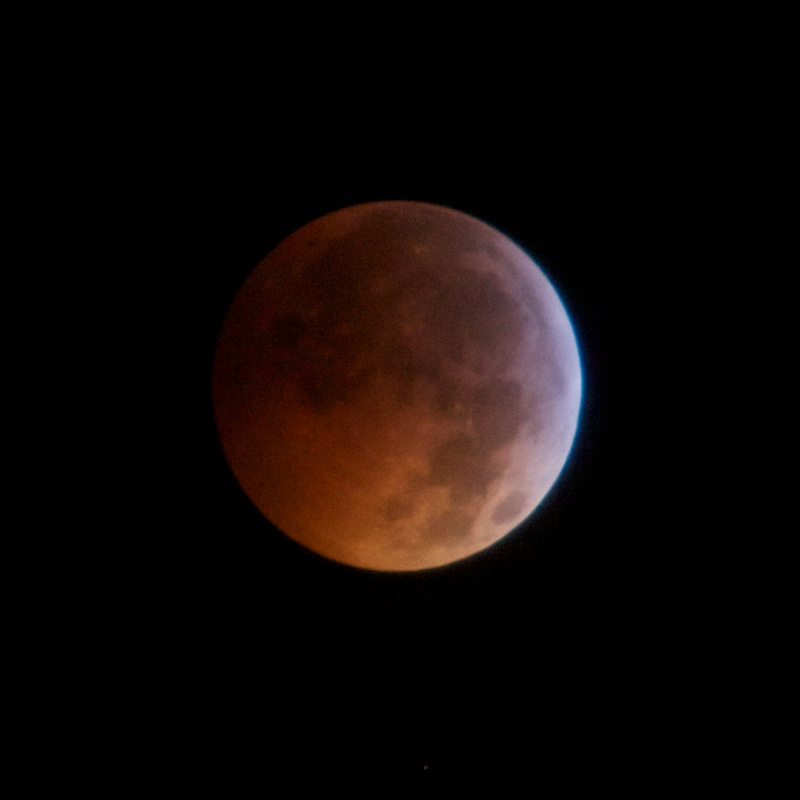
O eclipse total de 2010 visto a partir do Texas, às 8:28 UTC.

Um eclipse lunar total aconteceu no dia 21 de dezembro de 2010, o segundo deste ano. Foi visível para os continentes da América do Norte e da América do Sul e teve magnitude 1,25. A Lua ficou inteiramente no interior do cone de sombra da Terra das 7h 40min UT até as 8h 53min UT. Ao longo desse período o eclipse foi total.

## Ocorrência
Desde 1638, este foi o primeiro eclipse lunar total a ocorrer no dia do Solstício de Inverno do Norte (Solstício de Verão do Sul), e também o segundo a ocorrer na Era comum.

## Observações
Dentre as diversas atividades observacionais preparadas por grupos de astrônomos amadores para serem realizadas durante esse eclipse, destaca-se a cronometragem do instante em que a sombra da Terra passa por diversas crateras lunares.

## Galeria de Fotos

Animação
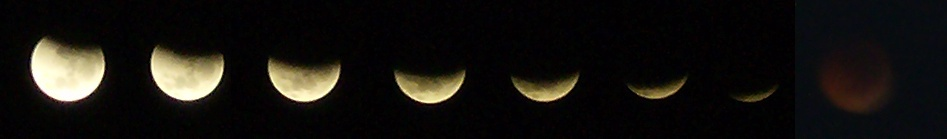
Formação em São Paulo, Brasil
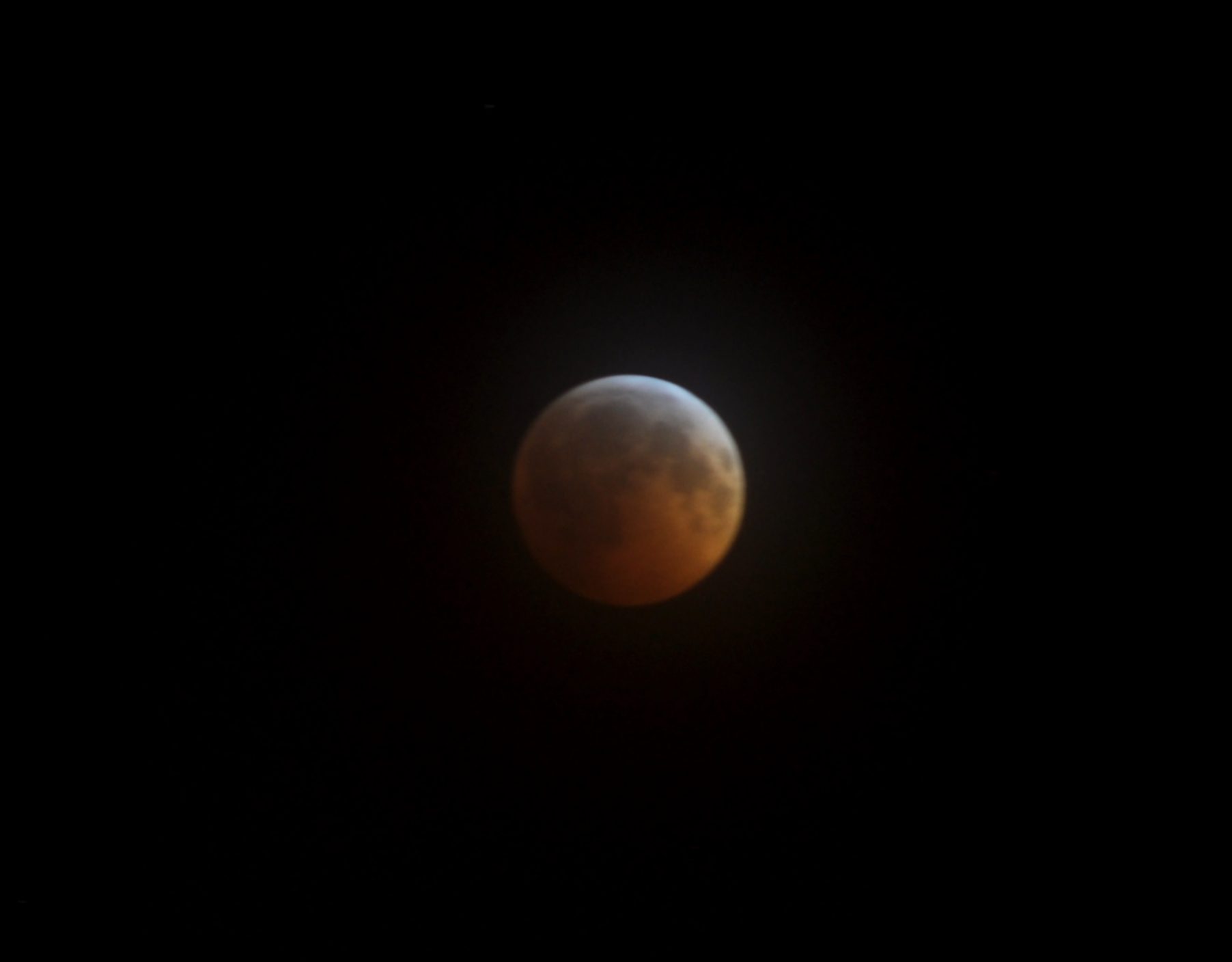
Foto do Lower Mainland da Colúmbia Britânica, no Canadá antes da totalidade, 06:46 UTC
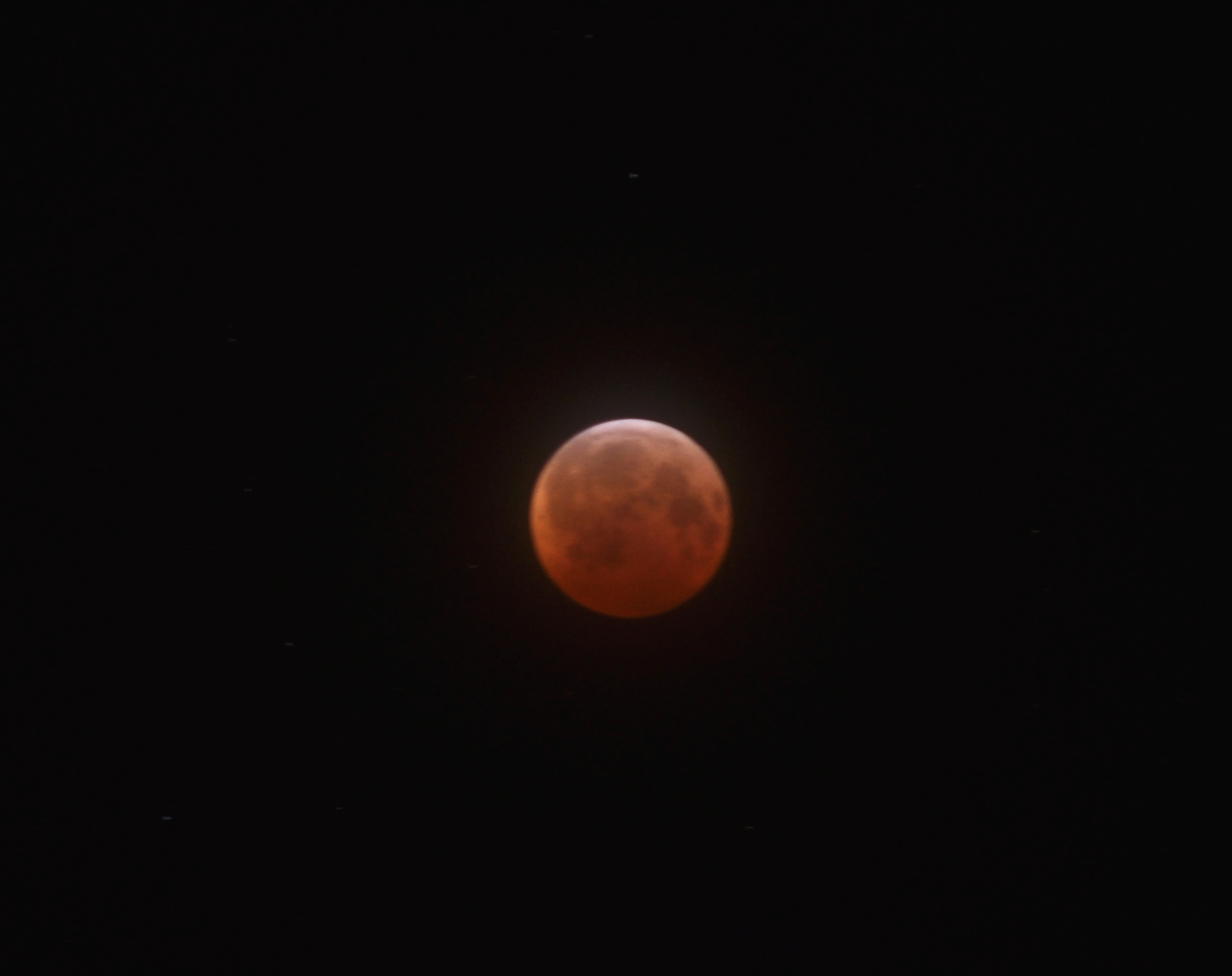
Se formando na Lower Mainland na Colúmbia Britânica, Canada, 7:21 UTC
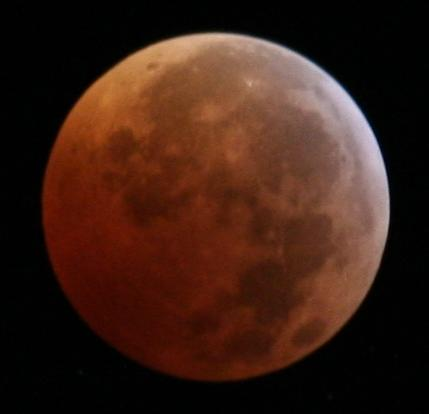
Vista de Orlando, Flórida, 8:28 UTC
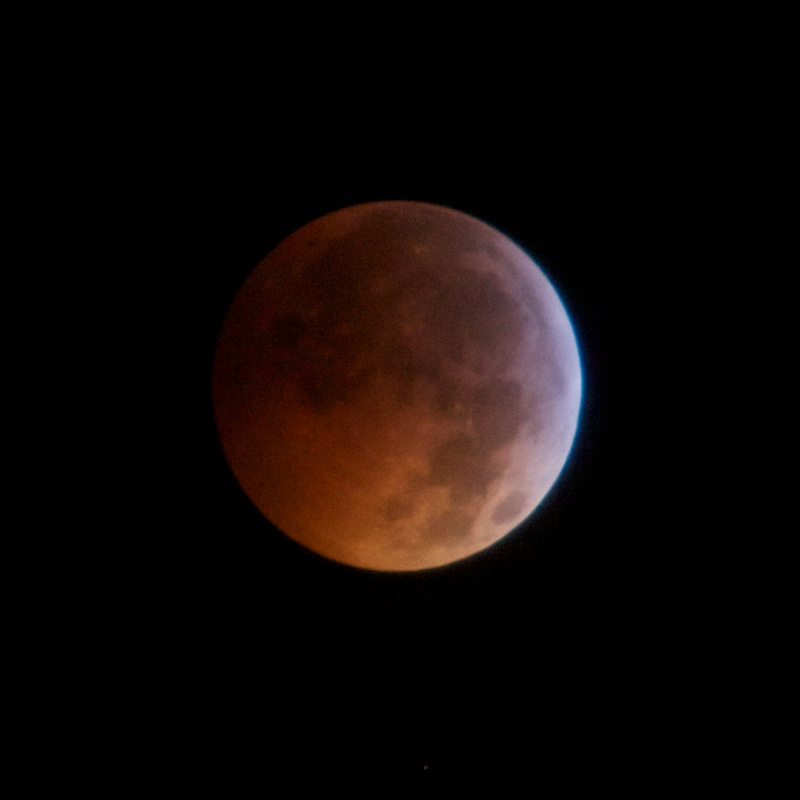
De Richardson, Texas, 8:53 UTC
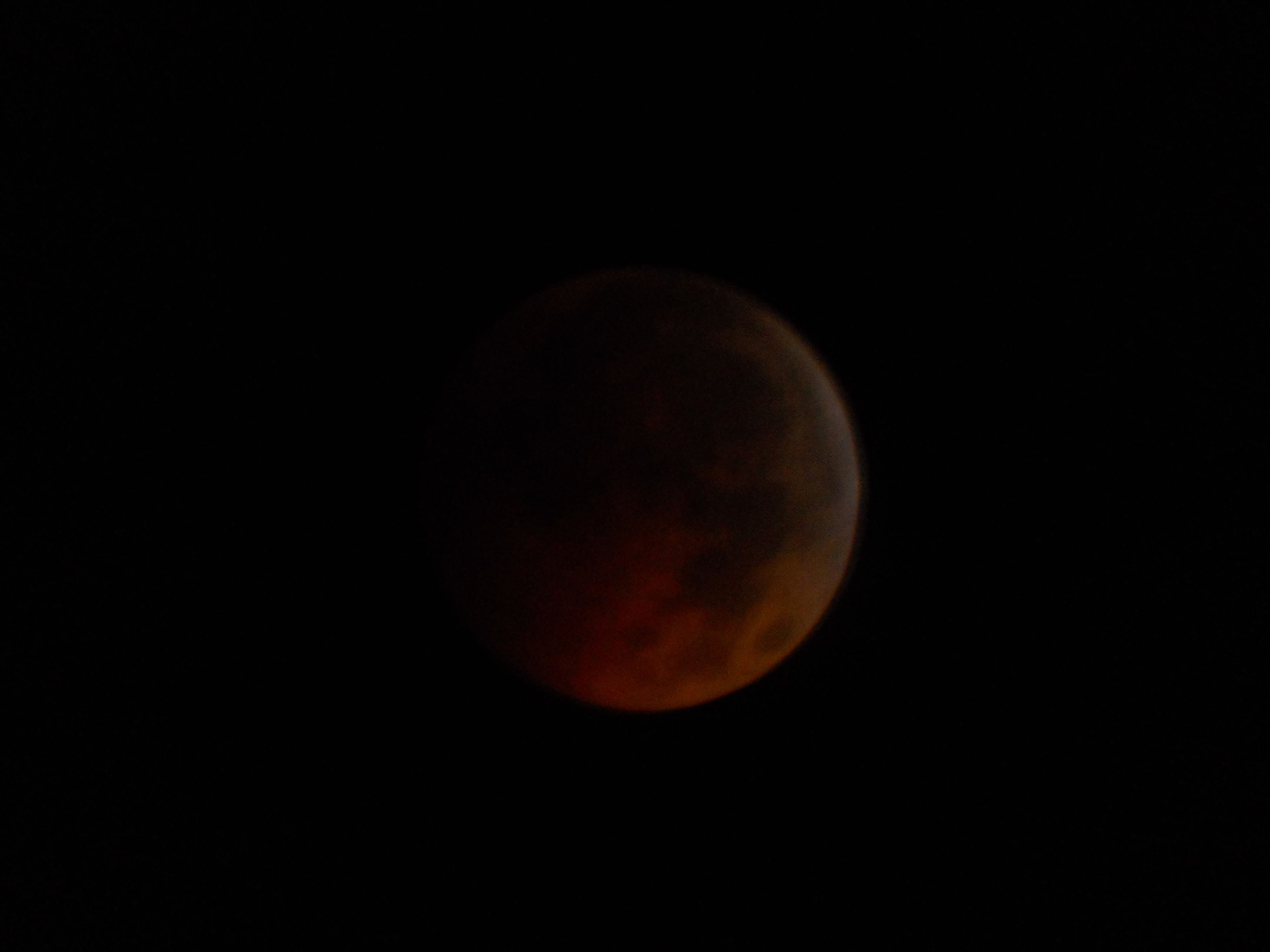
De Dover, Delaware 8:54 UTC
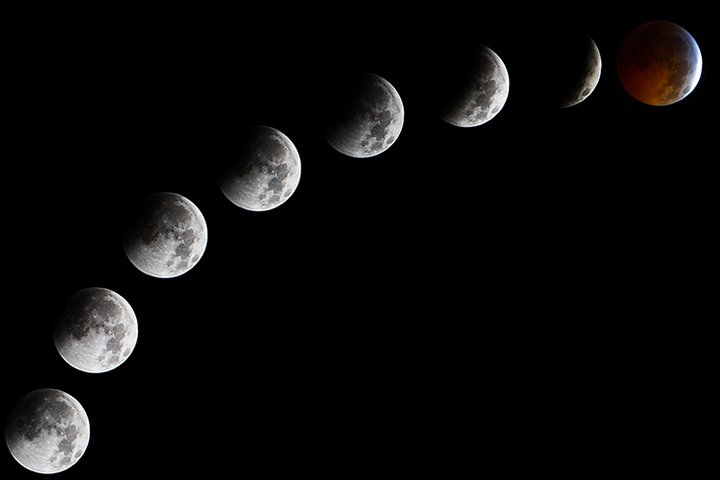
Em Easton, Pensilvânia
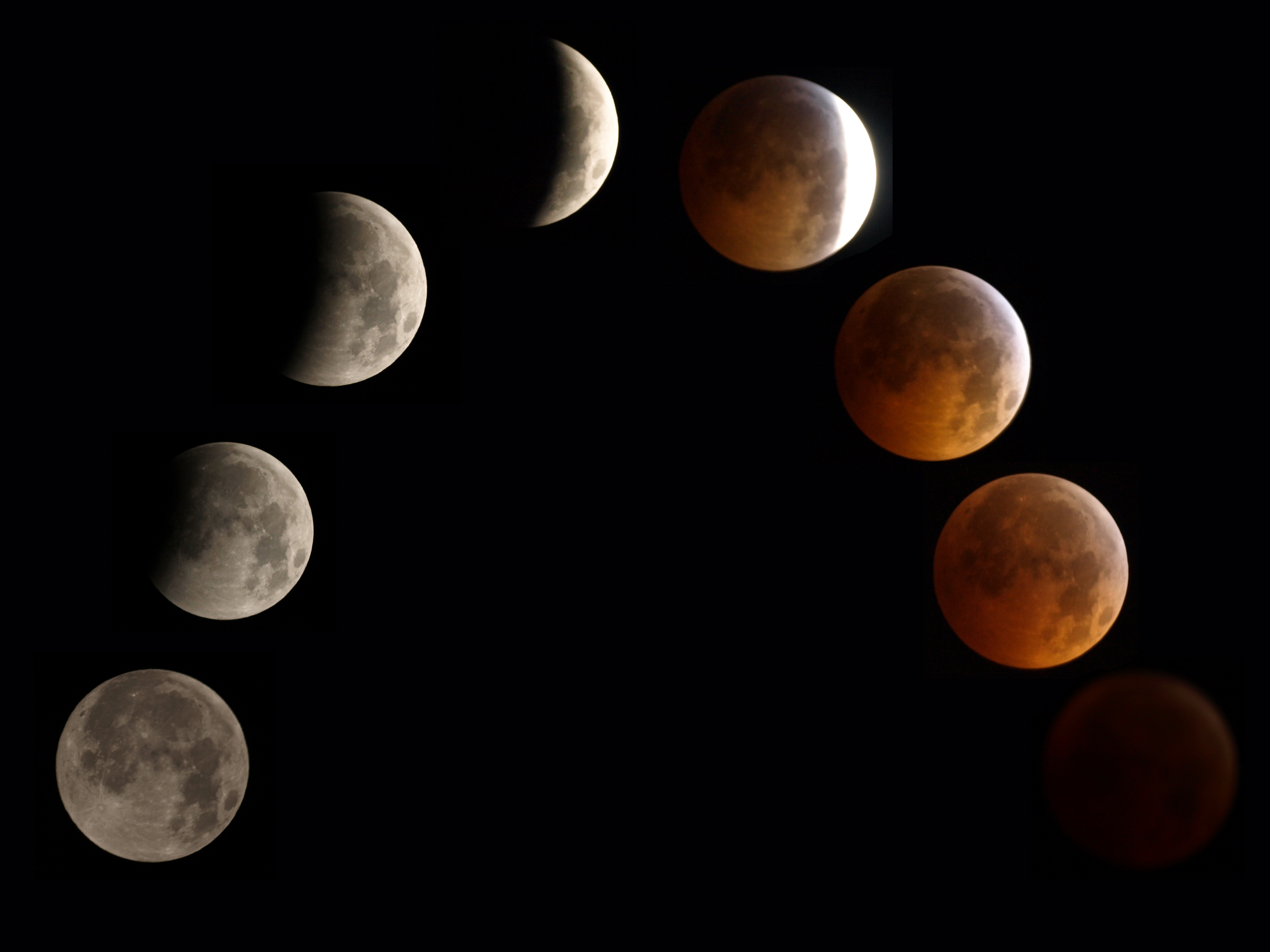
Sequência em Toronto, Ontario
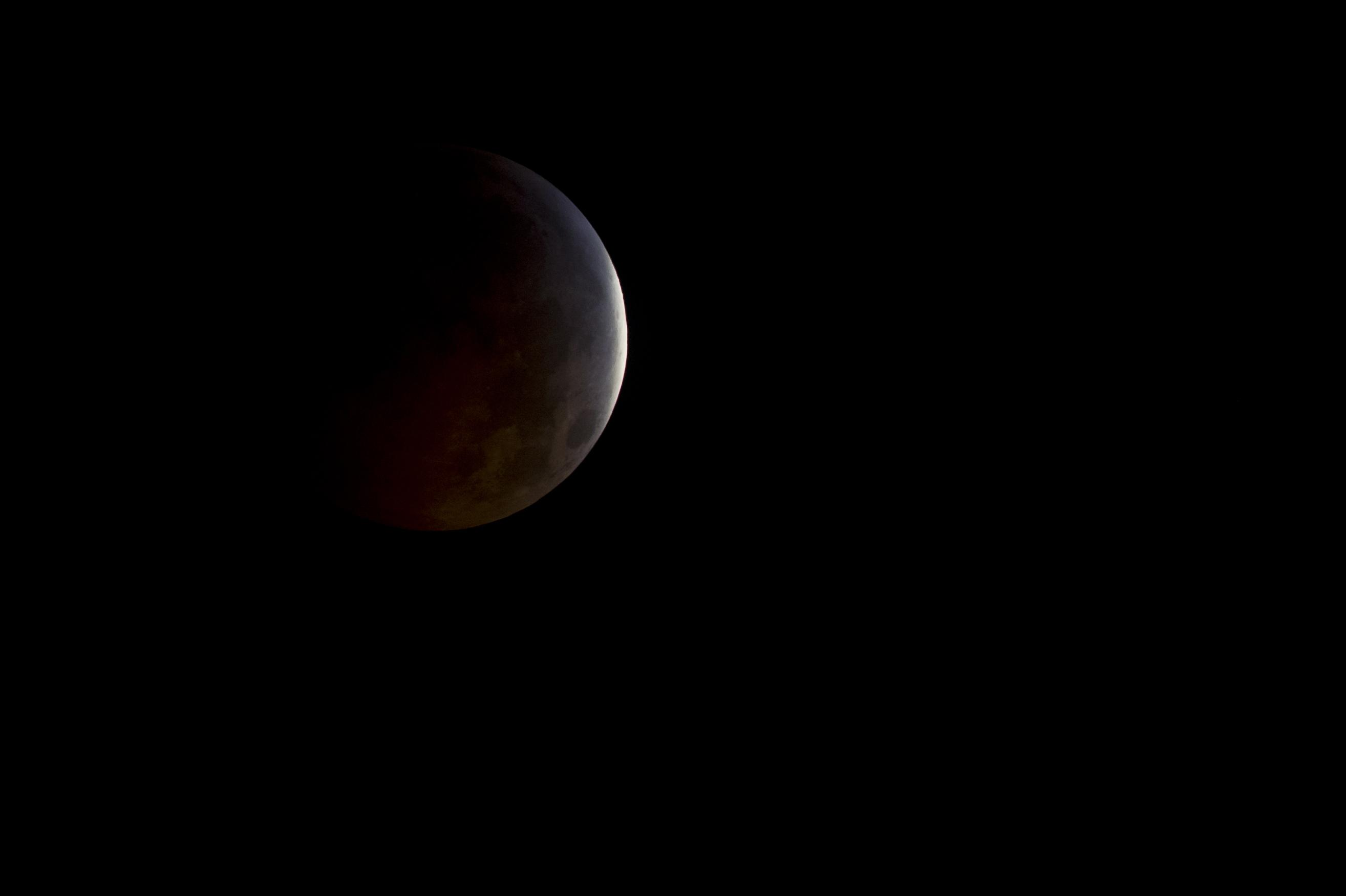
Em Arlington, Virginia.
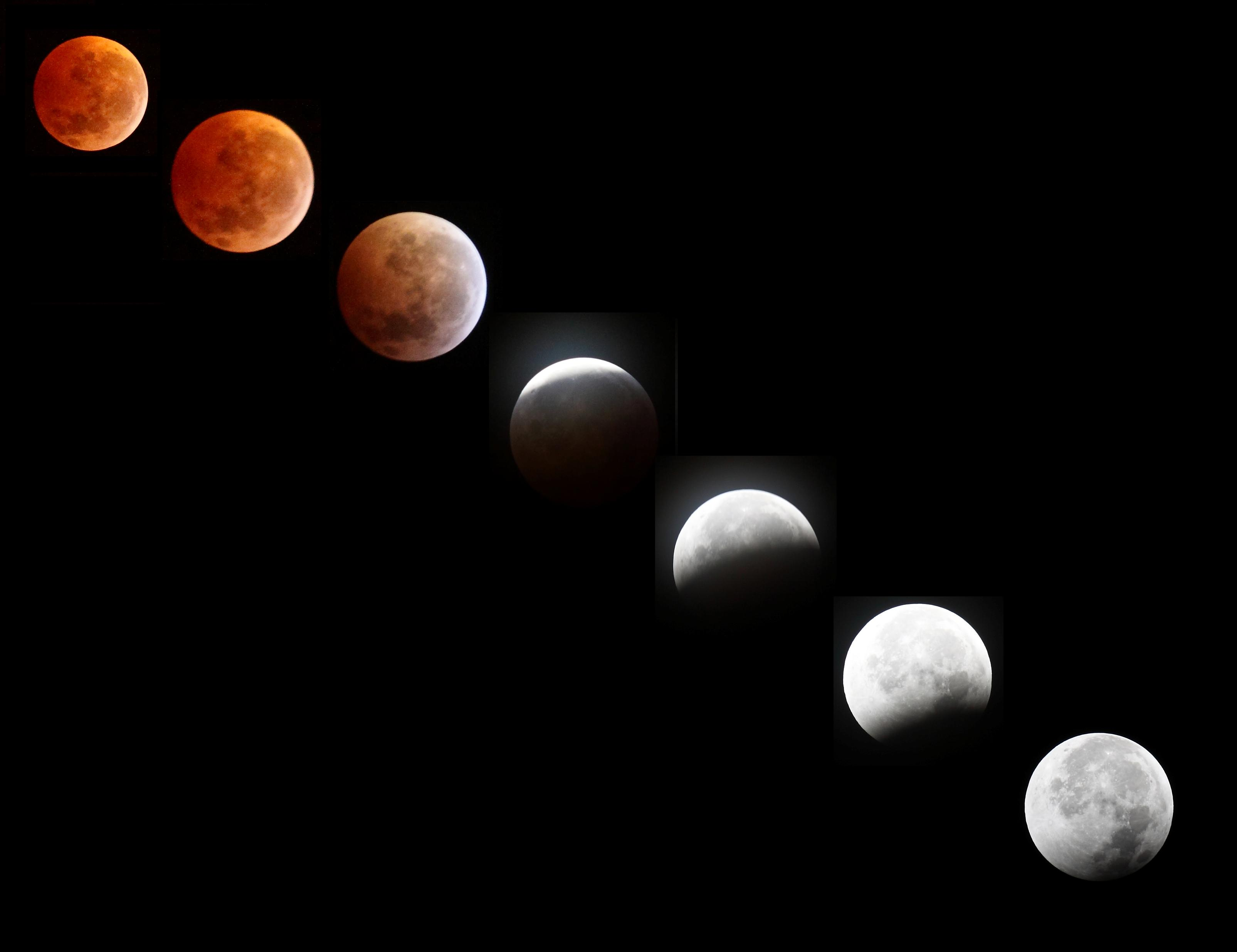
Jacksonville, Flórida.
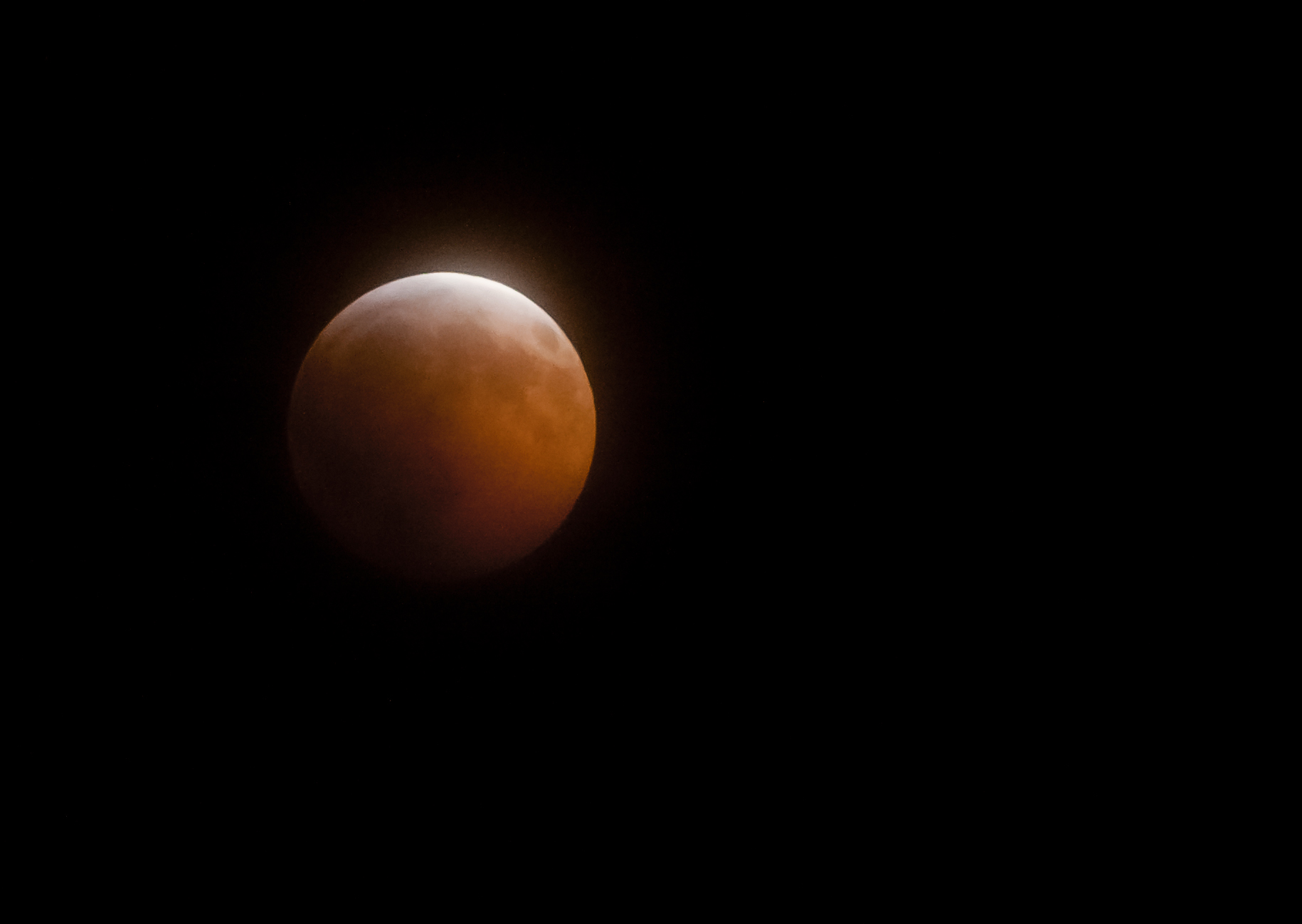
Na Grande Área de Seattle, Washington
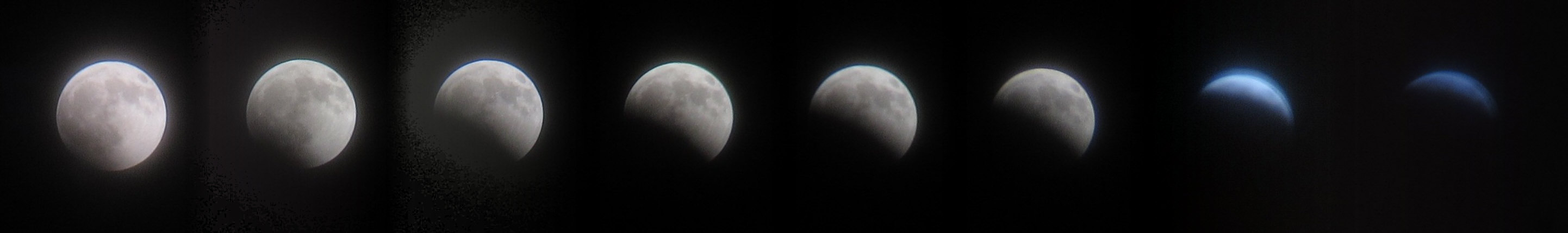
Visto de Anchorage, Alasca</ref>